# Stiftskaserne

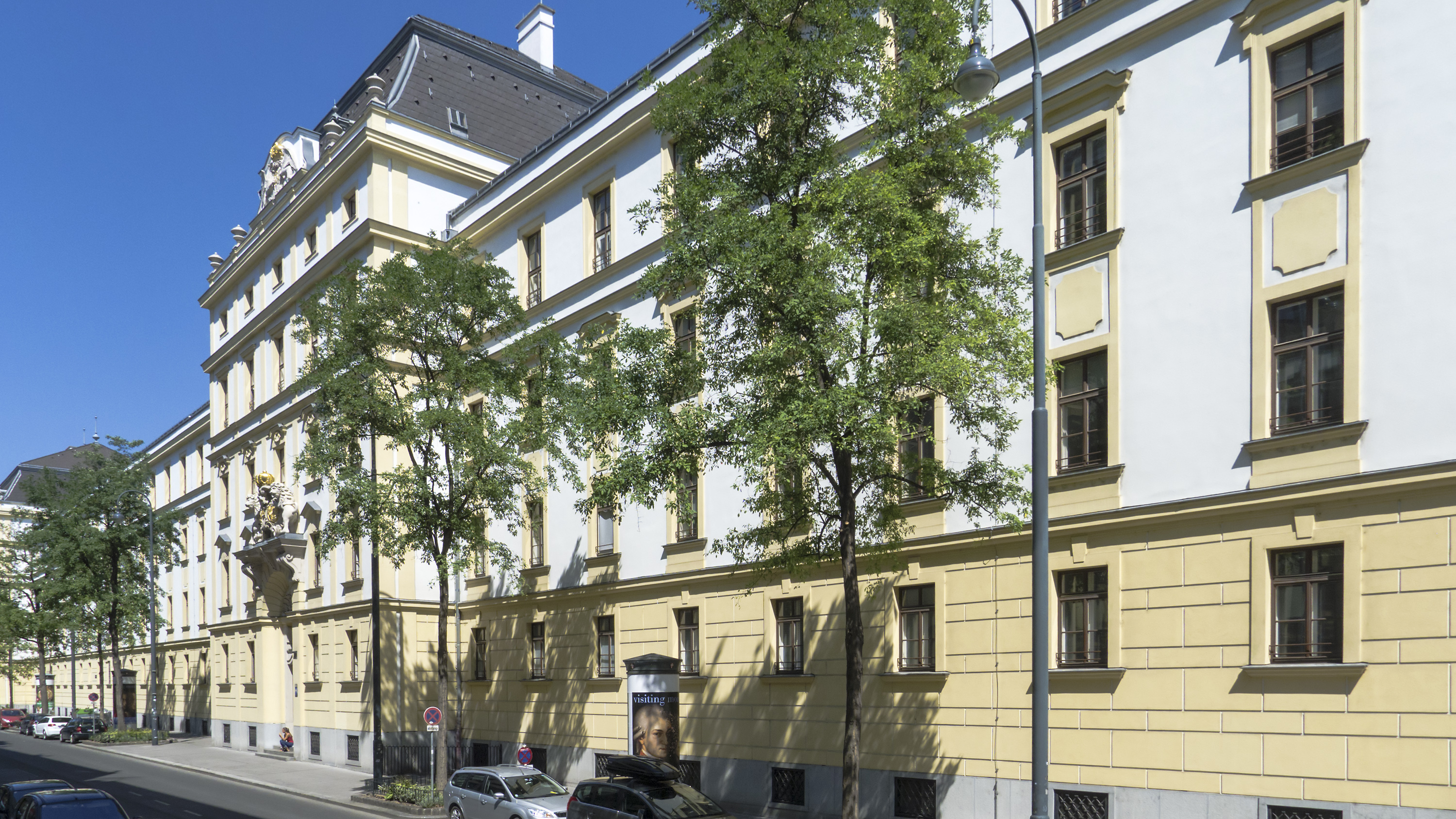
Stiftskaserne (Wien, Stiftgasse)

Die Stiftskaserne, offiziell Stiftskaserne General Spannocchi, benannt nach dem Offizier Emil Spannocchi, auch Amtsgebäude Stiftgasse General Spannocchi, im 7. Wiener Gemeindebezirk, Neubau, ist ein Militärgebäude in Wien. Es befindet sich in der Stiftgasse 2 – 2a, einer Seitengasse der Mariahilfer Straße. Auf Initiative von Verteidigungsminister Thomas Starlinger erfolgte am 27. Jänner 2020 die Benennung nach Emil Spannocchi.

## Geschichte

### 17. Jahrhundert
Die Stiftskaserne geht auf die vom vermögenden Hofkammerrat Johann Konrad Richthausen Freiherr von Chaos 1663 begründete Chaos'sche Stiftung für Waisenkinder zurück. In der Vorstadt Laimgrube wurde auf einem Acker ein Haus errichtet, welches zunächst als Sommerheim für die Kinder diente.
1679 wurde entlang der Mariahilfer Straße der so genannte Mosertrakt errichtet, 1681 wurde das Grundstück mit einer Mauer umgeben. Während der 2. Wiener Türkenbelagerung wurden die Gebäude schwer beschädigt, bis 1687 aber wieder bewohnbar gemacht und bis 1693 durch weitere Zubauten erweitert.
Nach der Übersiedlung der Zöglinge vom Chaos'schen Stiftungshaus an der Kärntner Straße in Wien hierher wurde der Komplex abermals erweitert und 1696 ein eigenes Spitalsstöckel errichtet, so dass sich die Anlage von der Mariahilfer Straße im Süden bis zum Spittelberg im Norden erstreckte.

### 18. Jahrhundert

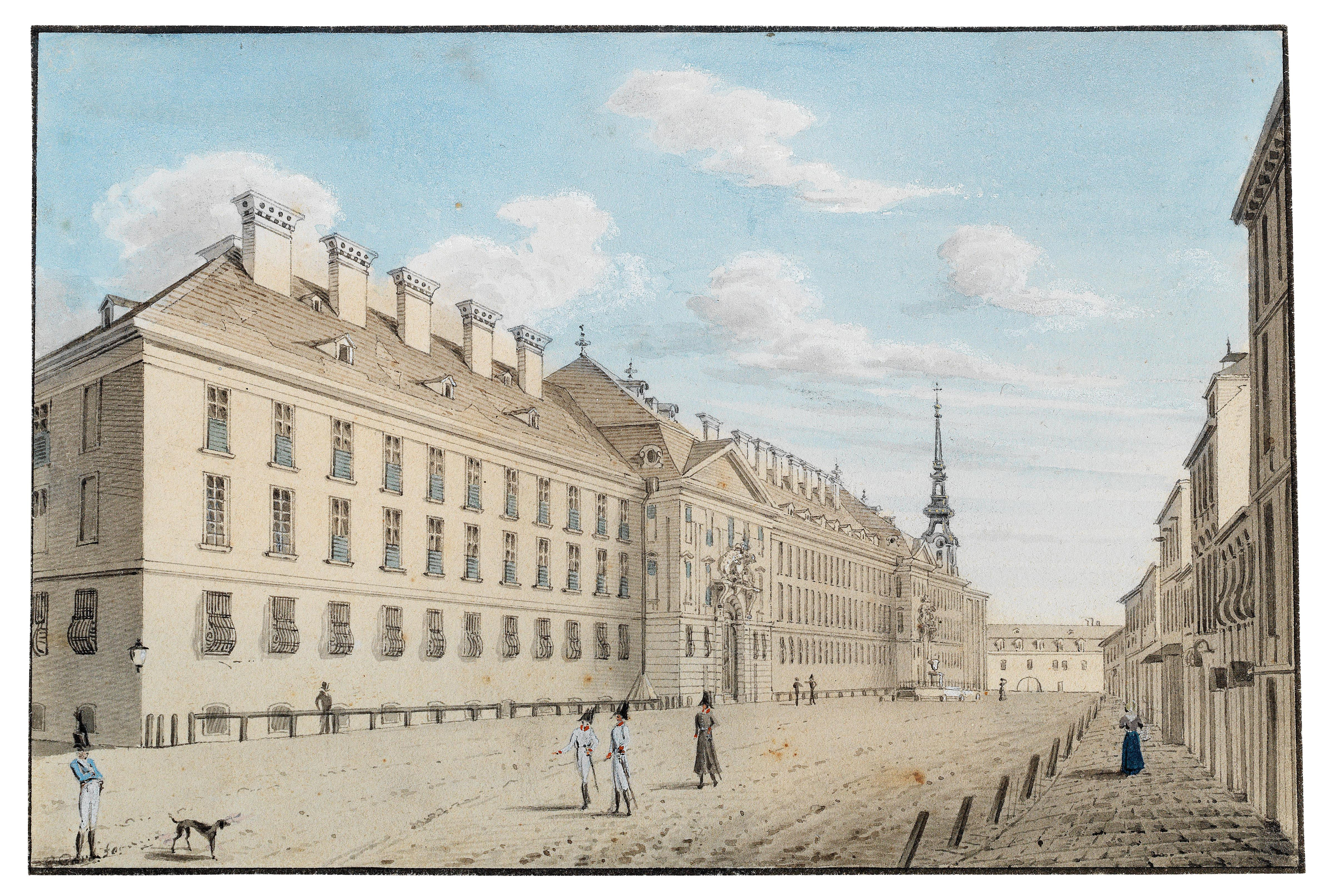
Eduard Gurk: Das Savoy'sche Stiftsgebäude auf der Laimgrube (1825)

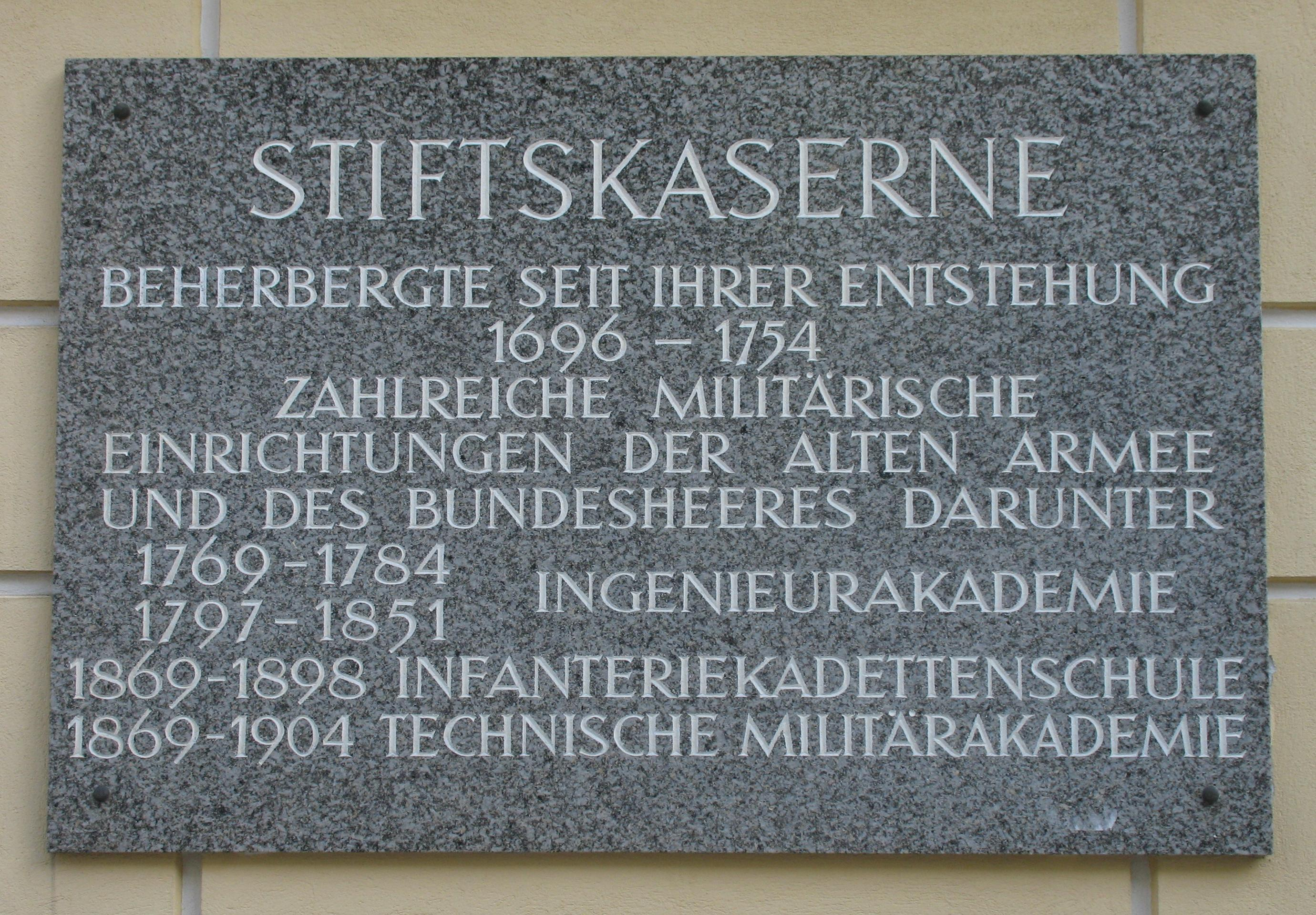
Gedenktafel an der Stiftskaserne

1732 wurde der so genannte Mosertrakt aufgestockt (1875 wurde dieser Trakt nach Plänen von Eugen Schweigel umgestaltet.) Am 4. Februar 1735 übergab der Hofbuchhaltereibeamte Georg Franz von Griener der Hofkammer 20.000 Gulden mit der Bestimmung, davon junge Männer in den Kriegs- und Ingenieurwissenschaften auszubilden.
Aus dieser Stiftung entstand 1736 in Zusammenarbeit mit der Chaos’schen Stiftung eine militärische Ingenieurschule. Ihr wurde ein Teil der Gebäude der Chaos'schen Stiftung in der Laimgrube überlassen. 1739 wurde der Grundstein für die Stiftskirche gelegt. 
1746 wurde von der Herzogin Maria Theresia von Savoyen-Carignan die Savoyische Adelige Akademie gestiftet. Zu diesem Zweck wurde von der Chaos’schen Stiftung ein Grundstücksstreifen hinter der Kirche erworben und der sogenannte „Akademietrakt“ erbaut – entlang der heutigen Stiftgasse. Gleichzeitig wurde auch im Bereich Stiftgasse / Siebensterngasse eine Militärreitschule errichtet. Die Savoyische Adelige Akademie wurde 1749 eröffnet, 1756 der Landesfürstin, Kaiserin Maria Theresia, unterstellt und 1776 mit der Theresianischen Akademie zusammengelegt.
Die von Georg Franz von Griener gestiftete Militäringenieurakademie wurde 1754 aus dem Chaos´schen Waisenhaus  abgesiedelt, kehrte aber 1769 wieder in dorthin zurück. Nach einer weiteren Unterbrechung zwischen 1784 und 1797 blieb die Ausbildungsstätte der militärischen Ingenieure bis 1851 in der Stiftskaserne ansässig.

### 19. Jahrhundert
1851 wurde diese Militär-Ingenieur-Akademie abermals verlegt, diesmal nach Klosterbruck bei Znaim in Südmähren. Bis 1853 wurde ein weiterer Trakt (Mitteltrakt oder Sappeurtrakt) errichtet und aus dem Gebäudekomplex wurde die Stiftskaserne.
Im Sappeurtrakt wurde bis 1875 Infanterie einquartiert. Die k.k. Kriegsschule war zwischen 1859 und 1865 in der Stiftskaserne untergebracht. Die Infanterie-Kadettenschule war 1869 bis zu ihrer Verlegung in die Infanteriekadettenschule in Breitensee 1898 ebenfalls hier beheimatet. Die ebenfalls seit 1869 in der Stiftskaserne befindliche k.k., später k.u.k. Technische Militärakademie kam 1904 nach Mödling in ein neues Gebäude, in dem heute die HTL Mödling untergebracht ist.

### 20. Jahrhundert
In die Räume, die einst für die Savoyische Akademie erbaut worden waren, wurde das Kriegsarchiv und die Bibliothek aus dem Kriegsministerium übertragen.
Nachdem die beiden Schulen ausgezogen und dadurch große Räumlichkeiten frei geworden waren, wurden hier wieder Truppen der k.u.k. Armee einquartiert und bis 1914 mehrere Stäbe und Inspektorate. Während des Ersten Weltkrieges diente die Stiftskaserne als Lazarett des k.u.k. Sanitätswesens.
Unmittelbar nach dem Krieg waren hier Verbände der Volkswehr einquartiert, aber auch Liquidationsstellen. Später folgte das Bundesheer mit Infanterieeinheiten, Fachkursen und Schulen. 1935 wurde die Stiftskaserne Standort für Teile des neu aufgestellten Gardebataillons. 

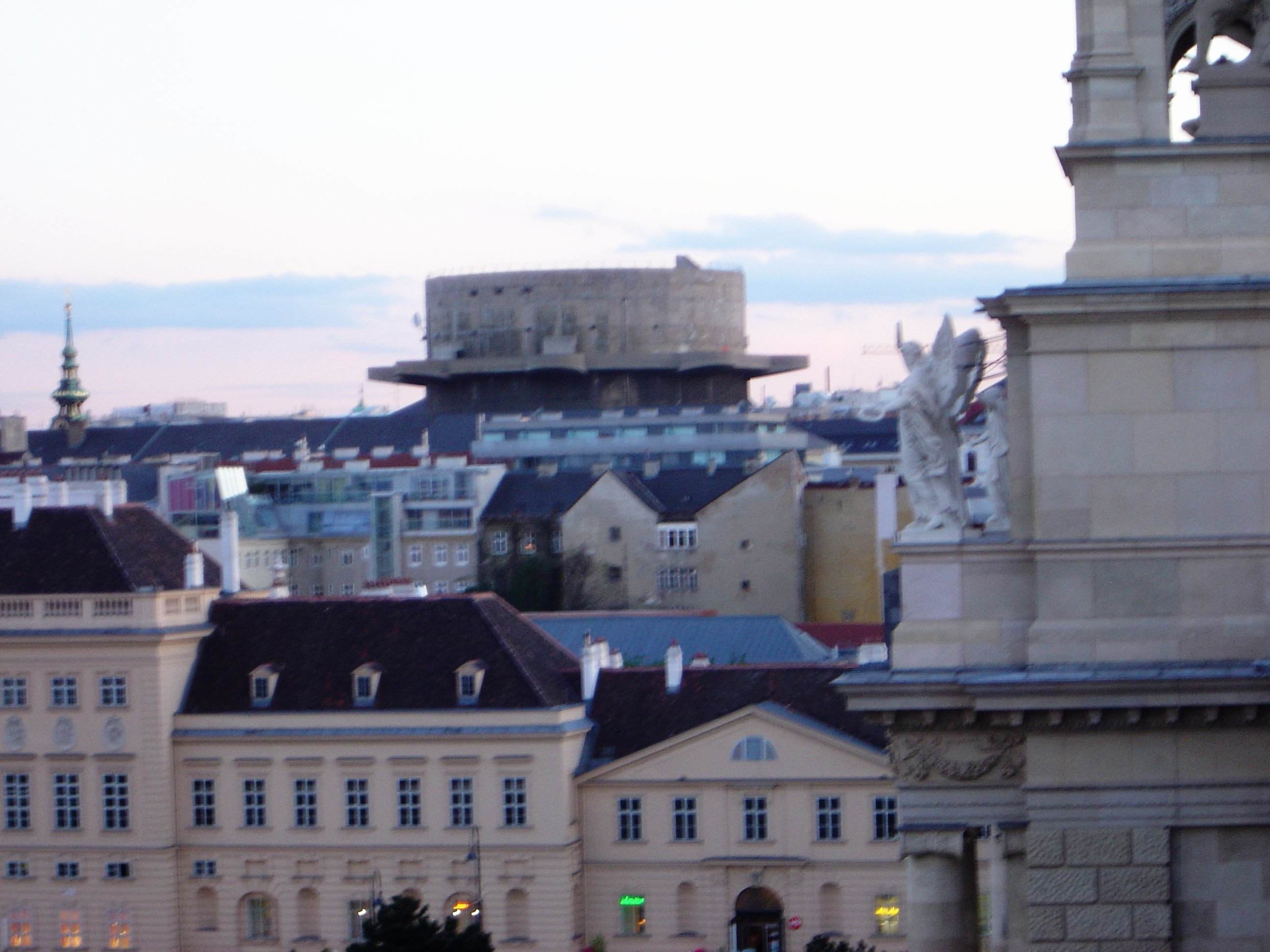
Blick auf den Flakturm im Hof der Stiftskaserne

Während der NS-Zeit nutzte die deutsche Wehrmacht die Stiftskaserne und errichtete hier zwischen 1943 und 1944 den Geschützturm (G-Turm), der zum Feuerleitturm (L-Turm) im Esterházypark gehört.
Während der Besatzungszeit waren hier US-Truppen, darunter auch die Militärpolizei, stationiert.
Nach 1955 zog hier wieder das Bundesheer ein, später folgten auch Abteilungen des Verteidigungsministeriums.

## Gegenwart
Heute befinden sich in der Stiftskaserne die Landesverteidigungsakademie, die Redaktionen der Zeitschriften „Österreichische Militärische Zeitschrift“ und „Truppendienst“, die Heeresbild- und Filmstelle, das Informations-Kommunikations-Technologie- und Cybersicherheitszentrum, die Österreichische Militärbibliothek, das Militärordinariat, die Militärsuperintendentur sowie einige Abteilungen des Bundesministeriums für Landesverteidigung. Auch eine Polizeiinspektion der Landespolizeidirektion Wien mit separatem Eingang ist im Gebäude untergebracht.
Nach der Stiftskaserne ist ferner der gleichnamige, aus sechs Zählsprengeln bestehende Zählbezirk der amtlichen Statistik benannt.